# Paul Flaherty (Informatiker)

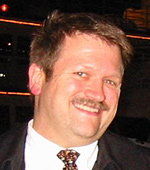
Paul Andrew Flaherty 2005

Paul Andrew Flaherty (* 14. März 1964 in Milwaukee, Wisconsin; † 16. März 2006 in Belmont, Kalifornien) war ein US-amerikanischer Informatiker und Elektroingenieur. Er galt als renommierter Spezialist für Internet-Protokolle und war Mitentwickler der Suchmaschine AltaVista.

## Werdegang
Paul Flaherty studierte in den Jahren 1982 bis 1986 an der Marquette University in Milwaukee Elektroingenieurwesen mit Mathematik als Nebenfach. Er schloss das Bachelor-Studium mit Summa cum laude ab. Anschließend wechselte er zur Stanford University in Kalifornien, machte dort in den Jahren 1986 bis 1989 seinen Master und promovierte im Jahr 1994. Seine Doktorarbeit schrieb er über Netzwerksysteme und deren Leistungsverbesserung durch Traffic-Analyse. In den Jahren 1986 und 1987 arbeitete er zudem bei den AT&T Bell Laboratories.
Er wechselte 1994 zu Digital Equipment Corporation (DEC), wo er die Suchmaschine AltaVista entwickelte, die 1995 online ging. AltaVista wurde Ende der 1990er Jahre zu einer der führenden Suchmaschinen, bevor Google diese Rolle übernahm. Die Suchmaschine brachte DEC mehr als 4,5 Milliarden US-Dollar ein. 1999 wurde Flaherty technischer Direktor bei AltaVista.
Im Mai 2000 wechselte er zu dem kleinen Consulting-Anbieter Zindigo, wo er 15 Monate lang blieb. Im Juli 2001 begann er seine Arbeit bei Accenture, einem großen Consulting-Unternehmen, das er im Februar 2003 wieder verließ.
Seine letzte Station war TalkPlus, ein kleines Telekommunikationsunternehmen, wo er seine Tätigkeit im Juni 2005 begann. Er war Vizepräsident der Produktentwicklung und entwickelte die Marktstrategie der Gesellschaft mit.
Paul Flaherty verstarb im Alter von 42 Jahren an einem Herzinfarkt. Er hinterlässt seine Frau Natasha Margaret Minenko Flaherty, seine Eltern und vier Brüder. Er wurde am 28. März 2006 in Fargo, North Dakota beerdigt.